# Preiska
Preiska je zaniklá usedlost v Praze 6-Dejvicích, která se nacházela východně od křižovatky ulic Horoměřická a Nebušická. Původně patřila usedlost se svými pozemky do katastru obce Nebušice.

## Historie
Viniční usedlost s původním čp. 31 stála ve stráni západně od Dubového mlýna (Dubského). Zanikla pravděpodobně ještě v 19. století.